# Evropski pokret (Niš)
Evropski pokret sa sedištem u Nišu je nevladina, vanpartijska i neprofitna organizacija i nezavisno i dobrovoljno udruženje građana. Pokret je u Srbiji osnovan 2004. godine, na temeljnim principima Internacionalnog Evropskog pokreta nastalog u Evropi 1947. godine, kao nezavisna institucija okupljanja građana posvećenih mirnom, demokratskom integrisanju cele Evrope i demokratske, Srbije u njoj. Što pre svega podrazumeva naprestano unapređenje veza građana Srbije sa evropskim zemljama, a primarno sa zemljama u regionu.

## Istorijat Internacionalnog Evropskog pokreta
Internacionalni Evropski pokret nastao je jula 1947. godine kao polazna osnova za kordinaciju organizacija formiranih posle Drugog svetskog rata u istorijskom periodu kada su ujedinjenu Evropu predstavljali Vinston Čerčil i Dankan Sandisa, u obliku englesko-francuskog ujedinjenog evropskog pokreta. Zalaganjem ovih državnika i političara, Kongres komiteta za kordinaciju evropskog pokreta je u Parizu 1947. godine objedinio;
- Evropska liga za ekonomsku saradnju|Evropsku ligu za ekonomsku saradnju (LECE).
- Unija evropskih federalista|Uniju evropskih federalista (UEF).
- Parlamentarna Unija Evropljana|Parlamentarnu Uniju Evropljana (UPE)
- Ujedinjeni englesko-francuski evropski pokret

Na ponovom sastanku 10. novembra 1947. godine komitet je promenio ime u Zajednički međunarodni komitet za evropsko jedinstvo, i pod tim imenom funkcionisao je sve do kongresa u Hagu 1948. godine.
Na evropskom kongresu u organizaciji međunarodni komitet za evropsko jedinstvo, održanom od 7. do 11. maja, 1948. godine u Hagu, u prisustvu 800 delegata iz cele Evrope, i posmatrača iz Kanade i SAD postavljeni su temeljni principi Evropskog pokreta kakav je kasnije on postao.
| „ | Kongresom je predsedavao Vinston Čerčil, koji je okupio je reprezente širokog politčkog spektra dajući im mogućnost da diskutuju o idejama i pravcima razvoja evropske unije. Važne političke figure kao Konrad Adenauer, Vinston Čerčil, Harold Makmilan, Fransoa Miteran, Pol-Henri Spak, Albert Kopš i Altiero Spineli su imale aktivnu ulogu u lansiranju ideje za političko, ekonomsko i monetarno jedinstvo Unije Evrope. | ” |

Formalno gledano Evropski pokret je zaživeo 25. oktobra 1948. nakon što je zajednički međunarodni komitet za evropsko jedinstvo doneo odluku da promeni svoje ime. Dankan Sandis te godine je izabran za predesednika a Leon Blum, Vinston Čerčil, De Gasperi i Pol-Henri Spak za počasne potpredsednike.
Evropskog pokret je već naredne 1949. pokrenu inicijativu za stvaranje Saveta Evrope, maja meseca, Evropskog učilišta u Brižu i evropskog kulturnog centra u Ženevi.
Od 1948. Evropski pokret je imao značajnu ulogu u razvoju procesa evropskih integracija. Transformacijama veza između evropskih država i građana, koje su prerasle u federalnu Evropsku uniju i jačanjem uticaja na evropske i nacionalne institucije. Aktivnosti pokreta rezultovale su izborima u evropskom parlamentu od strane građana Evrope, na principima evropskog ustava. Da bi dostigao ove ciljeve, Evropski pokret je prvenstveno stavljao građane u središte evropske konstrukcije.
Danas Evropski pokret postoji u 41 evropskoj zemlji i 20 međunarodnih asocijacija.

## Misija Evropskog pokreta
Osnovna misija Evropskog pokreta i glavni ciljevi delovanja su uticanje na javnost u Srbiji da se angažuje u stvaranju:
- demokratskog, višestranakog društva,
- ostvarivanju jednakosti među ljudima i njihovim zajednicama
- promociji evropskih vrednosti i tekovina, uz stalno podržavanje procesa i pojava u Srbiji koje tome vode.

Evropski pokret u svojim aktivnostima polazi od punog poštovanja ljudskih vrednosti, sloboda i prava i uvažavanja različitosti, i svih civilizacijskih vrednosti na kojima počiva Savet Evrope. 
U saradnji sa onima koji podržavaju ova opredeljenja, Evropski pokret radi na stvaranju političkih i drugih uslova za ulazak Srbije u Evropsku uniju, kroz unapređenje veza sa evropskim zemljama, a pre svega sa zemljama u njenom okruženju (regionu).

## Ciljevi Evropskog pokreta
Prvenstveni ciljevi Evropskog pokreta su:
- Unapređivanje razumevanja, međusobnog poznavanja i saradnje ljudi, zajednica, regiona i država na evropskom prostoru i podsticanje svestrane i slobodne komunikacije među njima, pre svega u oblasti kulture, kulturno-istorijskog nasleđa, informisanja, nauke, zaštite životne sredine, rodne ravnopravnosti, privrede i politike;
- Širenje ideje evropskog ujedinjenja i vrednosti u Srbiji i unapređivanje kulturne, političke i ekonomske saradnje među građanima, narodima, regijama i državama Evrope, kao evropskog doprinosa miru i blagostanju u svetu, u cilju stvaranja evropske federacije.
- Demokratska, federalna Evropa, zasnovana na vladavini prava i socijalnoj pravdi sposobnoj da štiti i razvija ljudska prava;
- Uticanje na javnost u Srbiji da svoje angažovanje usmeri ka demokratskom delovanju u višestranačkoj državi, ka ostvarivanju jednakosti ljudi i njihovih zajednica, uz uvažavanje, primenu i unapređivanje standarda usvojenih u Evropi.

Evropski pokret ostvaruje svoje ciljeva kroz: 
- Ideju pravde, a protiv svakog oblika nasilja, kao i protiv ideologija zasnovanih na podsticanju nasilja.
- Poštovanje ljudskog dostojanstva a protiv kršenja ljudskih prava.
- slobodu građanina svesnog svojih odgovornosti u demokratskom poretku, a protiv totalitarnosti i samovolje;
- Poredak mira i demokratizaciju u Evropa, a protiv ratnog huškanja i naoružavanja;
- Odgovornu Evropu u oblasti žaštite životne sredine.
- Evropu kao jedinstvo različitosti.

## Evropski pokret sa sedištem u Nišu
Entuzijazam o stvaranju Internacionalnog Evrpskog pokreta, iz Evrope preneo se i na ljude sličnih stremljenja u Srbiji u kojoj je došlo do formiranja inicijativnih odbora u nekoliko gradova. Tako od 2004. postoji i Evropski pokret sa sedištem u Nišu, koji od tada zvanično realizuje projekte sa ciljem modernizacije Srbije. 
Pokret je vrlo brzo uspostavio dobru saradnju sa lokalnim opštinama i okruzima regiona južne, jugoistočne Srbije, ali i podrucjima čitave Republike Srbije. Zajedničke aktivnosti zasnovane su na primeni niza standarda u razvoju dobrih servisa građana kroz decentralizovanu obuku. Srž razvoja i napretka regiona južne i jugoistočne Srbije su građani čije mišljenje rezultuje jasno definisanim akcijama, kroz precizno usmerene i osmišljene smernice Evropskog pokreta.
Sa drugim nevladinim organizacijama Pokret intenzivno saraduje u zajedničkim akcijama i projektima, koji su pre svega usmereni na regionalni razvoj i međunarodnu saradnju kao jednu od osnova za razvoj. 
Razmenom i implementacijom iskustava Pokret daje i doprinos u podizanju kapaciteta i standarda pre svega u oblasti lokalne administracije Srbije.

## Spoljašnje veze
- Galerija slika Архивирано на веб-сајту  (31. децембар 2013)
- Zvanični sajt Evropske unije
- Savet Evrope
- Evropski parlament
- Evropski pokret u Srbiji - www.emins.org